# Fourvière
Fourvière (em franco-provençal Forviére) é a colina situada no oeste da cidade de Lyon, assim como o nome do bairro situado nesta colina.

## Situação
A colina domina a cidade de uma altura de 120 metros. O rio Saône a contorna no seu pé. É o último relevo do Maciço Central antes o planície do Dauphiné. Desde Fourvière a vista estende-se ao leste até a cadeia dos Alpes.

## Histórico
Os romanos fundaram Lugduno no topo da colina que foi chamada de Forum Vetus (que significa "velho  fórum"). O nome alterou-se posteriormente para "Fourvière". A basílica atual foi construída no lugar deste fórum, no coração da cidade romana. Uma parte do fórum desabou no século IX após um deslizamento de terra.

## Curiosidades
A "colina que reza", como é conhecida, é famosa pelos seus patrimônios arqueológicos e religiosos.
- O teatro antigo, o odeão antigo e o templo de Cíbele;
- Museu da civilização galo-romano;
- Basílica Nossa Senhora de Fourvière;
- Torre metálica de Fourvière;
- Jardins do Rosário.

## Túneis

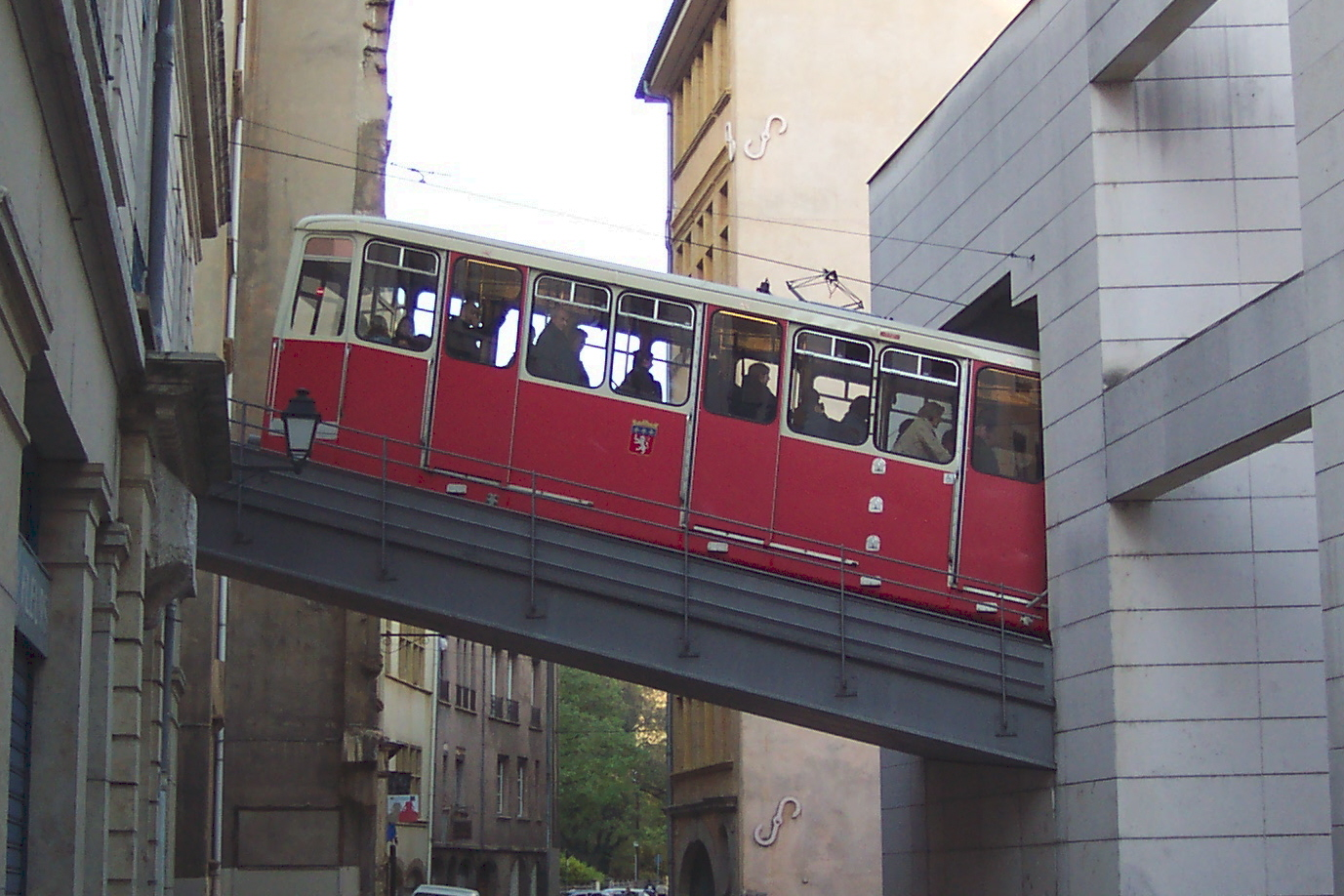
A "ficelle"

A colina é atravessada por quatro túneis:
- o túnel ferroviário Saint-Irénée, na antiga linha Paris-Lyon;
- o túnel rodoviário, chamado Tunnel de Fourvière, na auto-estrada A7;
- o túnel da linha D do metro de Lyon;
- o túnel ferroviário Saint-Paul, da rede periférica oeste de Lyon.

Dois funiculares fazem a subida da colina:
- O funicular Fourvière, também chamado de ficelle leva até à basílica;
- O funicular St Just, leva ao teatro galo-romano.